# Darja Żukowa
Darja Aleksandrowna Żukowa (ros. Дарья Александровна Жукова; ang. Darya (Dasha) Alexandrovna Zhukova; ur. 8 czerwca 1981 w Moskwie) – rosyjska przedsiębiorczyni, filantropka, projektantka mody oraz wydawczyni żydowskiego pochodzenia. Wcześniej była modelką. Dyrektorka Ośrodka Kultury Współczesnej „Garaż” (ros.: Центр современной культуры «Гараж»; ang.: Garage Center for Contemporary Culture), który jest połączeniem galerii, klubu i sali konferencyjnej.

## Życiorys

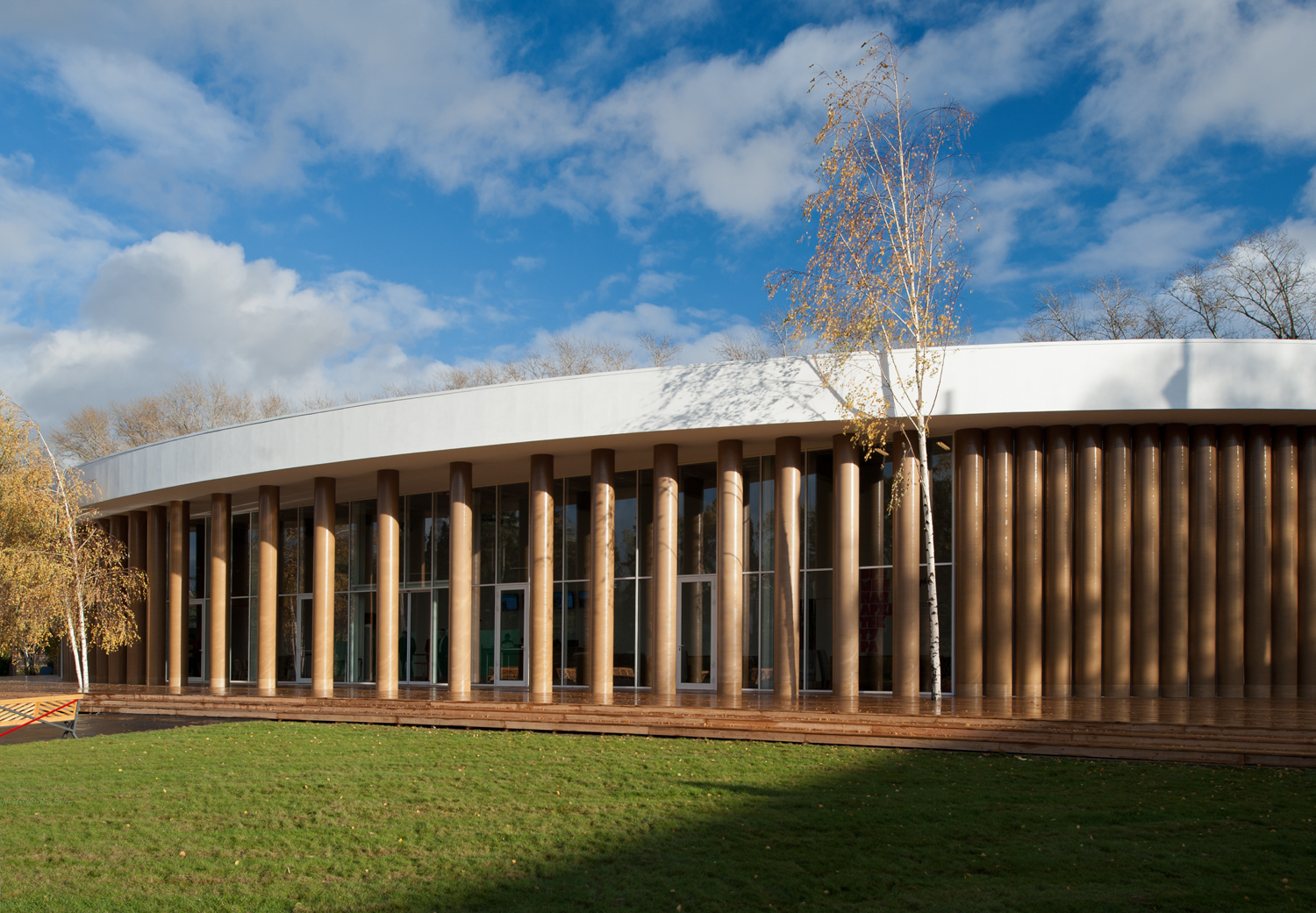
Ośrodek Kultury Współczesnej „Garaż” w Moskwie

Urodziła się w Moskwie w zamożnej rodzinie. Ojciec – Aleksander Radkin Żukow – to potentat na rynku paliwowym. W wieku dziewięciu lat przeniosła się do USA razem z matką Eleną, która jako naukowiec otrzymała stanowisko na Uniwersytecie Kalifornijskim (UCLA) w Los Angeles. Dasza ukończyła slawistykę na Uniwersytecie Kalifornijskim w Santa Barbara, a następnie zgłębiała wiedzę na temat homeopatii w London's College of Naturopathic Medicine.
We wrześniu 2008 r. w budynku zabytkowej zajezdni autobusowej założyła Centrum Kultury Współczesnej „Garage”, który wkrótce został jednym z popularniejszych miejsc w Moskwie. Na otwarciu Ośrodka zaśpiewała Amy Winehouse, za której występ Roman Abramowicz (partner Żukowej) zapłacił milion funtów. Na 8,5 tysiącach metrów kwadratowych znajdują się księgarnia, sala kinowa, medioteka, kawiarnia, część zajmuje przestrzeń wystawiennicza. W 2011 r. odbyły się tu m.in. wystawy Marka Rothko i Mariny Abramović. Żukowa zajmuje 85. miejsce w rankingu brytyjskiego magazynu „Art Review” w setce najbardziej wpływowych ludzi w świecie sztuki.
Przez niespełna dwa lata (luty 2009-listopad 2010) była redaktorką naczelną brytyjskiego magazynu „Pop”. Jej nominację na naczelną znanego magazynu mody media poddały krytyce, ponieważ Żukowa przyjęła to stanowisko po założycielce pisma, Katie Grand, nie mając żadnego dziennikarskiego doświadczenia. Żukowa wydała tylko trzy numery, po czym  rozpoczęła własną działalność wydawniczą. Jej pierwszy magazyn został zatytułowany „Garage”. Od kilku lat prowadzi portal plotkarski Spletnik.ru.
Dasza Żukowa wraz z koleżanką Christiną Tang założyły własną firmę odzieżową Kova & T (Kova od końcówki nazwiska Żukova, T to inicjał nazwiska Christiny Tang). W 2008 roku kolekcje tej marki były sprzedawane w 83 butikach na całym świecie. 
Wspólnie z Wendi Deng inwestuje w serwis internetowy Artsy.

## Kontrowersje
W styczniu 2014 r. Żukowa wywołała skandal obyczajowy przez zdjęcie, na którym  siedziała w fotelu imitującym półnagą, ciemnoskórą kobietę. Fotografię opublikowano w poniedziałek, w Dzień Martina Luthera Kinga. W Internecie pojawił się szereg słów krytyki zarzucające Żukowej rasizm. W odpowiedzi na kontrowersyjne zdjęcie gejowski aktywista i artysta Alexander Kargaltsev, który musiał wyprowadzić się z Rosji ze względu na dyskryminację homoseksualistów, stworzył własną wersję fotografii, na której to czarnoskóry mężczyzna siedzi na fotelu imitującym białoskórą postać.

## Życie prywatne
Przez pewien czas spotykała się z tenisistą Maratem Safinem. Była także partnerką lorda Fredericka Windsora oraz żoną Romana Abramowicza, z którym ma dwoje dzieci. W 2009 r. przyszedł na świat syn Aaron Alexander Abramowicz, a 8 kwietnia 2013 Dasza urodziła córkę Leah Lou. Para rozeszła się w 2017.
Aktualnie Dasza jest żoną Stavrosa Niarchosa, z którym wzięła ślub na początku 2020. Para ma syna Philipa (ur. marzec 2021).